# 广岛和平纪念仪式
广岛和平纪念仪式（日语：広島平和記念式典）是为纪念第二次世界大战期间1945年广岛核轰炸受害者（被爆者）于每年8月6日（1950年因朝鲜战争爆发而暂停）举行的仪式，正式名称为“广岛市原子弹爆炸死难者慰灵式及和平祈念式”（広島市原爆死没者慰霊式並びに平和祈念式）。首次仪式举行于1947年8月6日。

## 历史
广岛和平纪念仪式于广岛和平纪念公园举行，起先是被爆者家属在核轰炸死难者纪念碑下举行的仪式，之后一般市民才加入进来。每年仪式上，由时任广岛市长发表废止核武器、维护世界持久和平的和平宣言，并经NHK、中国放送、广岛电视台等媒体向世界播出。其中，有留美经历的秋葉忠利市长还曾用英语发表演讲。

## 仪式过程
仪式开始后，首先呈上原爆死难者名单，其次是献花、默哀，敲响和平之钟，由广岛市长发表和平宣言，之后是放飞和平鸽，由儿童代表作和平宣誓，最后是由日本首相致辞，全体合唱由重園贇雄作词、山本秀作曲的《广岛和平之歌》。

## 重要事件
- 1971年：佐藤荣作首次以日本首相身份参与纪念仪式。[4]
- 2003年：时任广岛市长秋叶忠利邀请朝鲜民主主义人民共和国领导人金正日参加仪式，没有批评朝鲜拥有核武器，反而批评美国的核武政策过于严厉。[5]
- 2007年：秋叶在当年的和平宣言中没有提到朝鲜核问题，而再度批评美国的核武政策是“过时且错误”的。[6]
- 2010年：约翰·鲁斯首次以美国驻日本大使身份参与纪念仪式。[7]
- 2012年：下令在广岛投弹的时任美国总统哈里·S·杜鲁门的外孙克利夫顿·杜鲁门·丹尼尔（英语：Clifton Truman Daniel）参与纪念仪式。[8]
- 2013年：原以色列政府高官丹尼尔·希曼（英语：Daniel Seaman）在Facebook上声称广岛原爆是“对日本发动侵略战争的报应”，和平纪念仪式“自私而恶心”。日本政府经过确认后向以色列提起抗议。[9]
- 2014年：东京都世田谷区议会议员上川礼（日语：上川あや）指责首相安倍晋三的讲话稿系抄袭自2013年纪念仪式上发表的讲话。[10]
- 2015年：美国国务院军备控制暨国际安全事务副国务卿（英语：Under Secretary of State for Economic Growth, Energy, and the Environment）罗斯·戈特莫勒（英语：Rose Gottemoeller）首次代表美国联邦政府参与纪念仪式。[11]